# Kaunitz

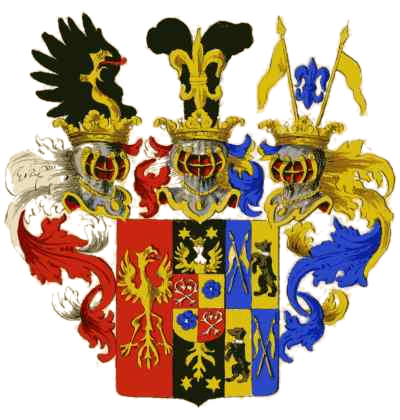
Herb rodu von Kaunitz-Rietberg od roku 1699

Kaunitz, cz. z Kounic – stary ród czeski, z którego wywodziło się m.in. kilku polityków austriackich. Zamek Kounice znajduje się w Kounicach powiecie Nymburk.
- hrabia Dominik Andreas von Kaunitz (1655–1705), wicekanclerz Rzeszy w latach 1698–1705.
- hrabia Franz Karl von Kaunitz(inne języki) (1676–1717), najstarszy syn poprzedniego, duchowny. Od 1710 biskup Lublany.
- hrabia Maximillian Hulderich von Kaunitz (1679–1746), kawaler orderu Złotego Runa.
- książę Wenzel Anton von Kaunitz (1711–1794) kanclerz Austrii.
- hrabia Ernst Christoph von Kaunitz-Rietberg (1737–1797), najstarszy syn poprzedniego, kawaler orderu Złotego Runa.
- hrabia Dominik Andreas von Kaunitz-Rietberg-Questenberg (1739–1812), brat poprzedniego, od 1797 książę Rietbergu.
- hrabia Aloys von Kaunitz-Rietberg (1774–1848), jedyny syn poprzedniego, od 1812 książę Rietbergu.
- Wenzel Robert von Kaunitz(inne języki) (1848–1913) czeski polityk